# Sungai Pinang (Rambutan)
Sungai Pinang is een bestuurslaag in het regentschap Banyuasin van de provincie Zuid-Sumatra, Indonesië. Sungai Pinang telt 8369 inwoners (volkstelling 2010).